# Dutch Jazz Competition
De Dutch Jazz Competition is een Nederlands jazzconcours dat in 2000 van start is gegaan. Anno 2019 zijn partners de SENA, het North Sea Jazz Festival, het Prins Bernhard Cultuurfonds, de VPRO, de Nederlandse Toonkunstenaarsbond (NTB), de NTR en het Hendrik Muller Fonds.

## Doelstellingen
De Dutch Jazz Competition kent twee doelstellingen:
- Nederlandse jazzmuzikanten en groepen de mogelijkheid bieden om zich jaarlijks in "the picture" te spelen van het grote publiek, de pers en de muziekindustrie.
- De promotie van Nederlands jazztalent in binnen- en buitenland.

## Prijzen
Voor de beste groep is een geldprijs beschikbaar, alsmede optredens op "diverse relevante festivals". Ook de winnaars van de publieksprijs krijgt optredens aangeboden, en daarnaast een subsidie van het Sena Muziekproductiefonds voor het maken van een CD.

## Prijswinnaars
| Jaar | Beste groep                     | Publieksprijs                         | Beste solist                      | Beste compositie             |
| ---- | ------------------------------- | ------------------------------------- | --------------------------------- | ---------------------------- |
| 2022 | Ragazzi Quintet                 | Ragazzi Quintet                       |                                   |                              |
| 2018 | Sun-Mi Hong Group               | The Bop Collective                    |                                   |                              |
| 2016 | Xavi Torres Trio                | Vuma Levin Quartet en Tommy Moustache |                                   |                              |
| 2014 | Loran Witteveen Quintet         |                                       | Dominic J. Marshall (piano)       |                              |
| 2012 | Kapok                           |                                       | Maarten Hogenhuis (saxofoon)      | Laura Polence                |
| 2010 | Castel van Damme Quartet        |                                       | Jasper van Damme (saxofoons)      | Jelske en Pieter Hoogervorst |
| 2008 | Srdjan Ivanovic Blazin' Quartet |                                       | Mihail Ivanov (bas)               | Mike Roelofs                 |
| 2006 | Franz von Chossy Trio           |                                       | Franz von Chossy (piano)          | Jos Heutmekers               |
| 2005 | Robinson, Freitag & Caruso      |                                       | Yonga Sun (drums)                 | Tom Beek                     |
| 2004 | As Guests Quartet               |                                       | Flin van Hemmen (drums)           | Albert Vila                  |
| 2002 | Agog                            |                                       | Joost Lijbaart (drums)            | Egbert Derix                 |
| 2001 | On the Line                     |                                       | Oene van Geel (viool)             |                              |
| 2000 | Jamesz                          |                                       | Daniel Nösig (trompet/flugelhorn) |                              |

In 2000 werd een prijs voor "Best new talent" uitgereikt aan Glenn Corneille (piano); in 2001 won Clemens van der Feen (bas) deze prijs.